# Нина Ургант
Нина Николаевна Ургант е съветска и руска актриса, народна артистка на РСФСР (1974), лауреат на Държавната награда на СССР (1976).

## Биография
Родена е на 4 септември 1929 г. в Луга, Ленинградска област (СССР). Там, в югозападната част на региона, по това време са живели много естонци; русифициран естонец е и нейният баща, Николай Андреевич Ургант, който се жени за Мария Петровна, майката на Нина. За естонския произход на фамилията Ургант пишат изданието „MK в Питере“ (в статия от 2006 г. за сина на актрисата, актьора Андрей Ургант ) и вестник „Аргументи и факти“.
През 30-те години на XX век семейството пътува из страната с децата си (две дъщери и двама сина). През 1940 г. Николай Ургант, който става майор в НКВД, е назначен в латвийския град Даугавпилс и докато живеят там започва Великата отечествена война. Германските войски влизат в града в рамките на няколко дни; Николай Ургант заминава на изток заедно с отстъпващите съветски войски, а семейството остава в окупирания град. Нина Ургант се крие по време на акциите и бяга от полицията, за да не бъдат отведени в Германия. Те са скрити в мазето от чистач; в същото време целият район знае, че това са децата на чекиста, но никой не ги издава.
След освобождаването на Даугавпилс, Нина Ургант се връща в училище. Тя участва в училищни концерти, чете поезия, свири на китара и пее песни от военните години, спечелвайки си прозвището „Нинка артистката“. След като напуска училище, тя издържа на голям конкурс и постъпва в Ленинградския театрален институт „А. Н. Островски“, където учи от 1948 до 1953 г. (клас на Татяна Сойникова и Владимир Честноков).
След дипломирането си работи една година в Академичния театър „Ф. Волков“ в Ярославъл, където е водеща лирична героиня.
От 1954 г. е актриса на Ленинградския театър „Ленинския комсомол“. Там тя играе главни роли. Има около 20 роли в този театър: Галя Давидова в пиесата „На добър час“ от Виктор Розов (1955 г.), Лина в „Първа пролет“ от Галина Николаева и Станислав Радзински (1956), Лушка в „Разораната целина“ по Михаил Шолохов (1957), Клава в пиесата „Една година“ по Юрий Герман (1961) и др.
От 1962 г. започва работа в Ленинградския академичен драматичен театър „А. С. Пушкин“ (Александринския театър). Изиграла е над 30 роли. Освен Инкен Петерс в пиесата „Пред залез слънце“ от Герхарт Хауптман (1963), тя играе ролите на Мари-Октобър в „Среща“ от Жак Робер (1964), Варя в „Каузата, на която служиш“ от Юрий Герман (1967), Раневская в „Вишнева градина“ (1972), Ники в пиесата „От записките на Лопатин“ по Константин Симонов (1975), Ксантипа в „Разговори със Сократ“ от Едуард Радзински (1976), Лалетина в „Спиране в рая“ на Владимир Голуб (1988), Гертруда в „Хамлет“ (1992) и др.
Тя играе първата си голяма филмова роля през 1962 г. в мелодрамата на Игор Таланкин „Въведение“. Тя е последвана от ролята на Луси във филма „Идвам от детството“ (1966) и ролята на Анна Михайловна във филма „Синовете отиват в битка“ (1969) на Виктор Туров. Но най-известната е ролята на медицинската сестра Рай от филма „Белоруската гара“ (1970) на режисьора Андрей Смирнов.
През 2008 г. тя изиграва последната си филмова роля – Ошкинчиха във филма „Азиатски“.
От 2015 г. е член на Руската гилдия на филмовите актьори.

## Болест и смърт
През юли 2014 г. актрисата обявява, че страда от болестта на Паркинсон.
Тя почива на 3 декември 2021 г. в Санкт Петербург на 93 години.
Церемонията по сбогуването се състои на 8 декември 2021 г. в Александринския театър в Санкт Петербург, където актрисата служи през последните години. Погребана е на Комаровското гробище в село Комарово в Курортния район на град Санкт Петербург.

## Семейство
- Баща – Николай Андреевич Ургант, русифициран естонец, офицер от НКВД.[7] Майка – Мария Петровна Ургант (1902 – 1962). Семейството има четири деца: Владимир, Нина, Герман и Галина.[3]
- Първи съпруг – Лев Милиндер (1930 – 2005), актьор, заслужил артист на РСФСР (1991); син – Андрей Ургант (роден 1956 г.), актьор; внук – Иван Ургант (роден през 1978 г.), телевизионен водещ, актьор, певец, музикант.
- Втори съпруг – Генадий Воропаев (1931 – 2001), актьор, заслужил артист на РСФСР (1991).
- Трети съпруг – Кирил Ласкари (1936 – 2009), балетист, хореограф, заслужил артист на Руската федерация (2002).